# Шаги по воде
«Шаги по воде» (англ. Treading Water) — драма 2001 года режиссёра Лорен Химмель.

## Сюжет
Действие фильма происходит в небольшом прибрежном городке. Кейси Ольсен (Энджи Редман) и Алекс (Нина Лэнди) живут вместе на большой лодке, оборудованной под жилье. Кейси держит магазин лодочных принадлежностей и занимается биологическими исследованиями в прибрежной бухте. Алекс работает инспектором по делам трудных подростков.
Мать Кейси (Аннет Миллер) оскорблена тем, что её дочь ведет «неподобающий» образ жизни и особенно тем, что она лесбиянка. Когда наступает Рождество, в доме Ольсенов собираются устроить большой праздник. Кейси отказывается идти на него без Алекс, которую её мать никогда не видела и не желает видеть.
Алекс между тем является инспектором Эндрю (Шон Ни) — младшего брата своей возлюбленной. Эндрю попал под наблюдение полиции в связи с наркотиками и теперь проходит испытательный срок, учась в соседнем городе. Узнав, что именно Алекс занимается её братом, Кейси ссорится с ней, считая, что так образом она ещё больше может испортить её отношения с семьей.
Рождественский праздник в доме Ольсенов проходит без Кейси, но она собирается пойти на семейный ужин, ради которого вся семья собралась вместе. К Рождеству в родительский дом приезжают и Эндрю и Шон (Роберт Харт) — ещё один брат Кейси. За праздничным столом напряжение между Кейси и матерью выливается в ссору всех членов семьи. Жесткое неприятие матери угнетает и мучает Кейси.
Эндрю, сбежав из-за стола, пропадает, и обеспокоенные родители звонят Алекс. Та приходит в дом, где в это время находится и Кейси, — и правда о том, что именно она и есть любовница дочери, открывается. Разгневанная мать оскорбляет Алекс и та уходит. Вслед за ней уходит и Кейси.
Дома, на лодке, Алекс и Кейси, сильно любящие друг друга, мирятся. Дом же Ольсенов остается после праздников пустым, никто из детей не пожелал в нём остаться.

## Актёрский состав
| В ролях      |  | Персонаж                   |
| ------------ |  | -------------------------- |
| Энджи Редман |  | Кейси                      |
| Нина Лэнди   |  | Алекс                      |
| Аннет Миллер |  | Миссис Ольсен (мать Кейси) |
| Роберт Харт  |  | Шон Ольсен (брат Кейси)    |
| Шон Ни       |  | Эндрю Ольсен (брат Кейси)  |
| Ричард Сни   |  | Мистер Ольсен (отец Кейси) |

| В ролях          |  | Персонаж      |
| ---------------- |  | ------------- |
| Лиза Апостл      |  | Кармен Миллер |
| Линда Робинсон   |  | Кэти Такер    |
| Морган Невинс    |  | Ханна Такер   |
| Роберт Пембертон |  | Джереми Такер |
| Гидеон Бэннер    |  | Дерек Лэнден  |
| Ричард Фрейзер   |  | Джимми Лэнден |

## Награды
Фильм получил следующие награды:
| Награды                  | Награды | Награды                   | Награды                    | Награды       |
| ------------------------ | ------- | ------------------------- | -------------------------- | ------------- |
| Фестиваль / Премия       | Год     | Награда                   | Категория                  | Победитель    |
| Santa Cruz Film Festival | 2002    | Приз зрительских симпатий | Лучший начинающий режиссёр | Лорен Химмель |